# Сирецький проїзд
Сире́цький прої́зд — вулиця в Подільському районі міста Києва, садові товариства «Арсеналець», «Весна», «Дружба», «Жасмін», «Зодчий», «Містобудівник», «Мукомол», «Тюльпан», «Флора». Пролягає від вулиці Івана Виговського до вулиці Стеценка.
Прилучаються Кизилова вулиця, Кукурудзяний проїзд та Абрикосова вулиця.